# 하시라자와촌
하시라자와촌(柱沢村)은 후쿠시마현 다테군에 있던 촌이다. 현재의 다테시에 해당한다.

## 역사
- 1889년 4월 1일 - 정촌제 시행에 의해 2촌의 구역으로 성립하였다.
- 1955년 3월 1일 - 호바라정, 오타촌, 도미나리촌, 가미호바라촌과 합병해 호바리정이 성립하여, 동일 하시라자와촌이 폐지되었다.
- 2006년 1월 1일 - 호바라정이 다테정, 야나가와정, 호바라정, 료젠정과 합병해 다테시가 성립하였다.

## 교통

### 철도
- 후쿠시마 전기철도 (현:후쿠시마 교통) 
  - 가케다선 (1971년 폐지)

## 참고문헌
- 角川日本地名大辞典 7 福島県